# Hydrococcus brazieri
Hydrococcus brazieri is een slakkensoort uit de familie van de Hydrococcidae. De wetenschappelijke naam van de soort is voor het eerst geldig gepubliceerd in 1876 door Tenison-Woods.